# Volta Scirocco

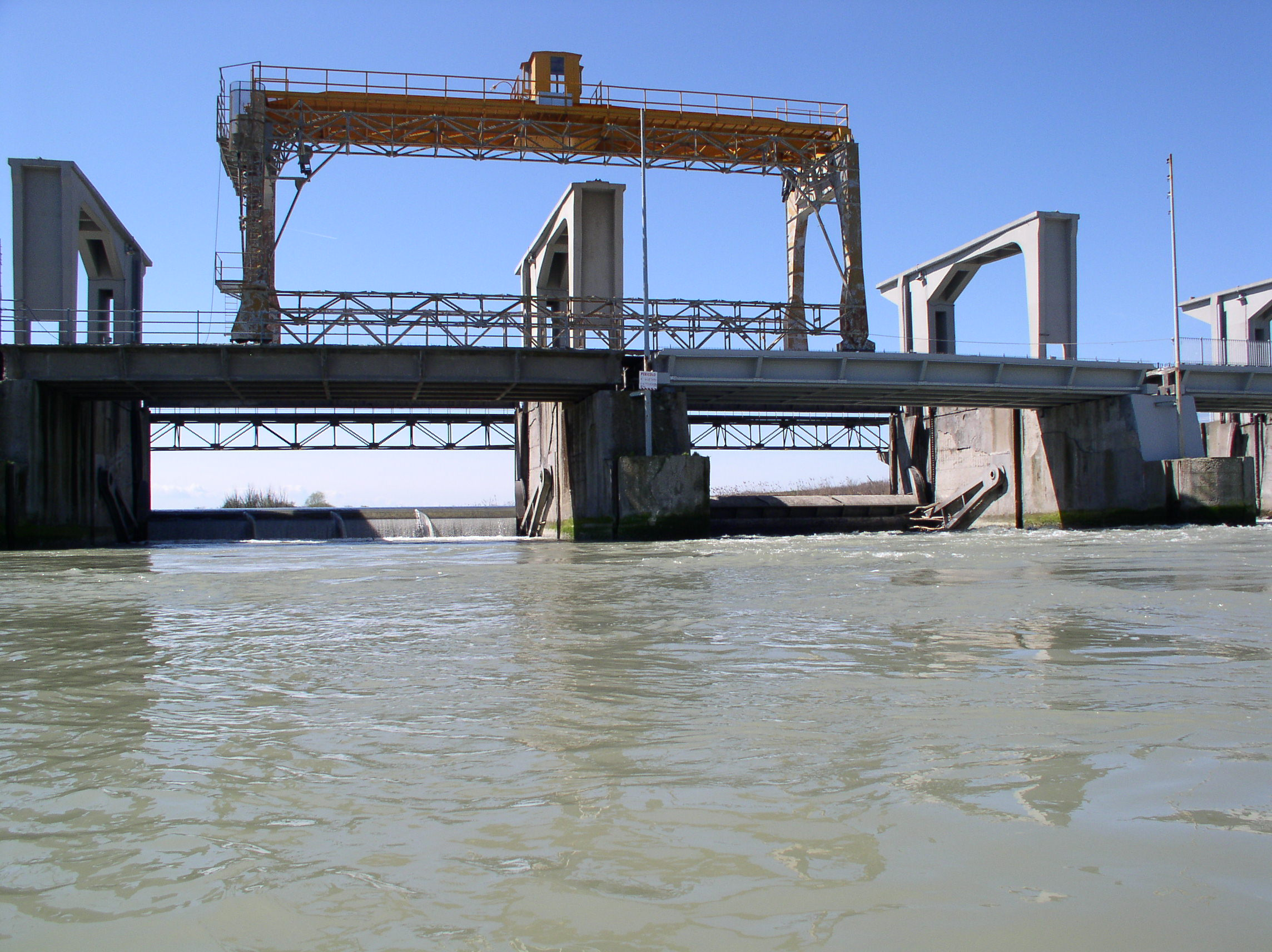
Volta Scirocco

Volta Scirocco è una traversa mobile che si trova sulla sinistra del fiume Reno, nel breve tratto in cui il fiume costeggia le Valli di Comacchio, nel comune di Ravenna.

## Progetto
Questa traversa mobile fa parte della bonifica della bassa pianura Padana, o più esattamente dell'ultima tappa del progetto del Canale Emiliano Romagnolo che comprende: la bonifica del Valle Padusa iniziata nel mezzo del XVIII secolo con il Cavo Benedettino, il Cavo Napoleonico (iniziato nel 1807 e completato nel 1964) e del Canale Emiliano Romagnolo iniziato nel 1955.

## Geografia
La traversa mobile di Volta Scirocco si trova nel corso inferiore del Reno tra l'abitato di Sant'Alberto e la strada statale 309 "Romea", ad una distanza di circa 9 km della foce.
Questa traversa mobile rende possibile la derivazione del fiume per gravità in un canale artificiale verso Ravenna, a vantaggio di una pluralità di utenze; sia nel settore agricolo (consorzi di bonifica Romagna), sia in quello industriale (Polymères Europa, Cereol, Eridania) e per la produzione d'acqua potabile (nuovo impianto di depurazione e di trattamento di Ravenna).
La sezione può essere considerata come la fine del bacino del Reno; non ci sono, infatti, altre derivazioni nella breve sezione situata a valle, che non risente fortemente della prossimità del mare in termini sia di salinità, sia di marea.
Situato in corrispondenza di una vecchia ansa o Volta del Primaro sempre esistente, in un bacino artificiale lungo di 800 metri ed ampio di 100, nel quale il fiume è stato incorporato una volta la costruzione completata, la diga è costruita sul limite meridionale delle valli di Comacchio in una zona di grande bellezza e d'importanza etnologica.

## Descrizione della trasversa
La trasversa fluviale di Volta Scirocco, lunga circa 120 m, realizzata dal consorzio Canale Emiliano Romagnolo (CER) da 1955, è costituita principalmente da cinque grandi pile, superate ciascuna da due colonne di 3 m di spessore, che determinano 5 "portale" (o luci) di un'ampiezza di 18 metri ciascuno, nei quali sono messi i meccanismi di regolazione, d'orientamento ed i pantografi.
Della sommità delle pile, a quota di 6,80 m, i portali si staccano verso l'alto fino a quota di 14,65 m.
Un complesso di 1.400 pali (un palo ogni 2 m²) inseriti alla profondità di 24 metri sotto il livello del mare, forma la piattaforma a -3 m sotto il livello.

## Organo di regolazione
Gli organi nominati alla regolazione, realizzati in struttura metallica, sono costituiti, per ciascuna delle 5 luci di 18 metri, e comprendono ciascuno:
- una paratoia a settore, che in posizione di chiusura totale determina uno battente di 4,50 m sul fondo (della quota di estradosso della piattaforma a -3,00 m s.l.m., a quota + 1,50 m s.l.m.), mentre in posizione di sollevamento completo, lascia lo smaltimento completamente libero fino alla quota 5,50 m s.l.m.
- una paratoia a ventola, è in grado di aumentare dell'altezza di ritenuta d'acqua di 1,50 metri.

Lo smaltimento dell'acqua può prodursi dal sotto (a battente) quando la paratoia a settore inferiore è sollevata, o dalla cima in stramazzo, quando la paratoia superiore a ventola è abbassata.

## Stima del flusso
La traversa è in grado di permettere uno smaltimento sotto le valvole a settore (smaltimento a battente), con una quota idrometrica di 3 m, un flusso di 500 m³/s, corrispondente a 100 m³/s per ogni luce. Nell'occasione di grandi piene le valvole possono essere sollevate interamente per stabilire il libero smaltimento.